# Ксавер Гяльський
Ксавер Шандор Гяльський (хорв. Ksaver Šandor Gjalski, 26 жовтня 1854 —9 лютого 1935) — хорватський письменник епохи реалізму, громадський діяч.

## Життєпис
Походив зі шляхетської хорватської родини Бабичів. Народився у замку Гредице поблизу Загреба, отримавши ім'я Любомил Тіто Йосип Франьо. Його батьки були прихильниками ілліризму. Початкову та середню школу закінчив у місті Вараждин. Продовжив навчання у гімназії в Загребі.
Згодом вступив до Загребського університету на юридичний факультет. Втім, незабаром перевівся до Віденського університету, який закінчив у 1874 році. Але скласти державний іспит зумів лише у 1878 році. Того ж року влаштовується на державну службу у м.Копривниця.
З 1891 до 1898 років був активним діячем шляхетської опозиції, що виступала проти засилля угорської адміністрації в Хорватії. Зрештою у 1898 році його було звільнено з державної служби. У 1906 році обирається до Сабору Хорватії, де продовжив свою політичну діяльність.
Після завершення Першої світової війни підтримав створення Королівства сербів, хорватів та словенців. З 1917 до 1918 року був головою Загребської жупанії. У 1919 році обирається членом загальних Зборів королівства Югославія. У 1920 році відійшов від політичних справ, мешкав у своєму замку біля Загребу, де й помер 1935 року.

## Творчість
Спеціалізувався на створені оповідань та романів, часто на історичну тематику. Гяльський був майстром роману про молодого інтелігента. За це часто його називали хорватським Тургенєвим. В його доробках є численні збірки оповідань («Під Старими дахами», 1886 рік; «Три повісті без назви», 1887 рік; «Від вармеджийських часів», 1891 рік), соціально-психологічних романів («В ночі», 1886 рік; «Янко Бориславич», 1887 рік; «Джюрджица Агич», 1889 рік; «Радмілович», 1894 рік), історичних романів («Світанок», 1892 рік; «За рідне слово», 1906 рік).
У своїх творах широко розробляв тему національної боротьби, де елегійно оспівував старовинні роди, що зникають, зображаючи їх носіями хорватського національного духу і лицарських традицій. Також він зумів підняти гостру соціальну критику стосовно тодішньої бюрократії та вищих верств суспільства.
Пізні твори Ксавера Шандора Гяльського пройняті песимізмом, містичною вірою у всемогутність злого року.